# Sphagnum rotundatum
Sphagnum rotundatum är en bladmossart som beskrevs av C. Müller och Warnstorf 1897. Sphagnum rotundatum ingår i släktet vitmossor, och familjen Sphagnaceae. Inga underarter finns listade i Catalogue of Life.